# Slavery Abolition Act 1833
Der Slavery Abolition Act 1833 (3 & 4 Will. IV c. 73) war ein Gesetz, durch welches im Britischen Weltreich die Sklaverei abgeschafft wurde. Dieser Act of Parliament (Parlamentsgesetz) des Parlaments, erweiterte die Geltung des Slave Trade Act 1807, der den Handel oder Besitz von Sklaven im Gebiet des British Empire verboten hatte, mit Ausnahme der „Gebiete in Besitz der East India Company“ (of the Territories in the Possession of the East India Company): Ceylon (Sri Lanka) und Saint Helena. Das Gesetz wurde 1998 aufgehoben (repealed) im Zuge einer breiter angelegten Rationalisierung des Englischen Statute Law; spätere Gesetze der Sklavenbefreiung bleiben jedoch weiterhin in Kraft.

## Hintergrund
Im Mai 1772 führte ein Richterspruch von Lord Mansfield im Prozess Somerset v Stewart (Somersett’s Case) zu einer Freilassung (emancipation) eines Sklaven in England und in der Folge entstand eine ganze Bewegung zur Abschaffung der Sklaverei (Abolitionismus). Der Richterspruch begründete, dass Sklaverei im Recht in England keine Grundlage habe und daher auch keine Autorität befragt werden könne, in Bezug auf Sklaven, die englischen oder schottischen Boden beträten.
1785 schrieb der englische Dichter William Cowper:

„Wir haben keine Sklaven zu Hause – Dann wieso im Ausland?
 Sklaven können nicht atmen in England; wenn ihre Lungen
 Unsere Luft erhalten, in dem Moment sind sie frei.
 Sie berühren unser Land und ihre Fesseln fallen ab.
 Das ist nobel und macht eine Nation stolz.
 Und neidisch auf den Segen. Verbreitet es denn,
 Und lasst es zirkulieren durch jede Ader.“

Bis 1783 hatte schon ein Anti-Slavery Movement to abolish the Slave Trade throughout the Empire (Anti-Sklaverei-Bewegung zur Abschaffung des Sklavenhandels im ganzen Weltreich) in der britischen Öffentlichkeit Wurzeln geschlagen.
1793 unterzeichnete der Lieutenant-Governor of Upper Canada John Graves Simcoe den Act Against Slavery. Dieses Gesetz, dass von der lokalen Legislative Assembly of Upper Canada verabschiedet worden war, war das erste Gesetz, welches den Sklavenhandel in einem Teil des British Empire verbot.
1807 erließ das Parlament den Slave Trade Act of 1807, in dem Sklavenhandel verboten wurde, aber nicht Sklaverei selbst. Der Abolitionist Henry Brougham erkannte, dass der Handel andauern würde und als er neu ins Parlament gewählt wurde, brachte er erfolgreich den Slave Trade Felony Act 1811 ein, der zumindest den Sklavenhandel im Empire kriminalisierte. Die Royal Navy gründete die West Africa Squadron um den Atlantischen Sklavenhandel durch Patrouillen entlang der Küste von Westafrika zu unterbinden. Damit wurde der Sklavenhandel zwar unterdrückt, aber nicht komplett gestoppt. Zwischen 1808 und 1860 brachte die West Africa Squadron 1.600 Sklavenschiffe auf und befreite 150.000 Afrikaner. Diese wurden zum Teil in Jamaika und auf den Bahamas angesiedelt.
Britannien nutzte auch seinen Einfluss um anderen Ländern Verträge zur Abschaffung des Sklavenhandels aufzuzwingen. Unter anderem war es den Schiffen der Royal Navy erlaubt Sklavenschiffe aufzubringen (Blockade of Africa).
1823 wurde die Anti-Slavery Society in London gegründet. Mitglieder waren unter anderen Joseph Sturge, Thomas Clarkson, William Wilberforce, Henry Brougham, Thomas Fowell Buxton, Elizabeth Heyrick, Mary Lloyd, Jane Smeal, Elizabeth Pease Nichol und Anne Knight. William Wilberforce hatte bereits 1787 in sein Tagebuch geschrieben, dass sein großes Lebensziel die Abschaffung des Sklavenhandels war.

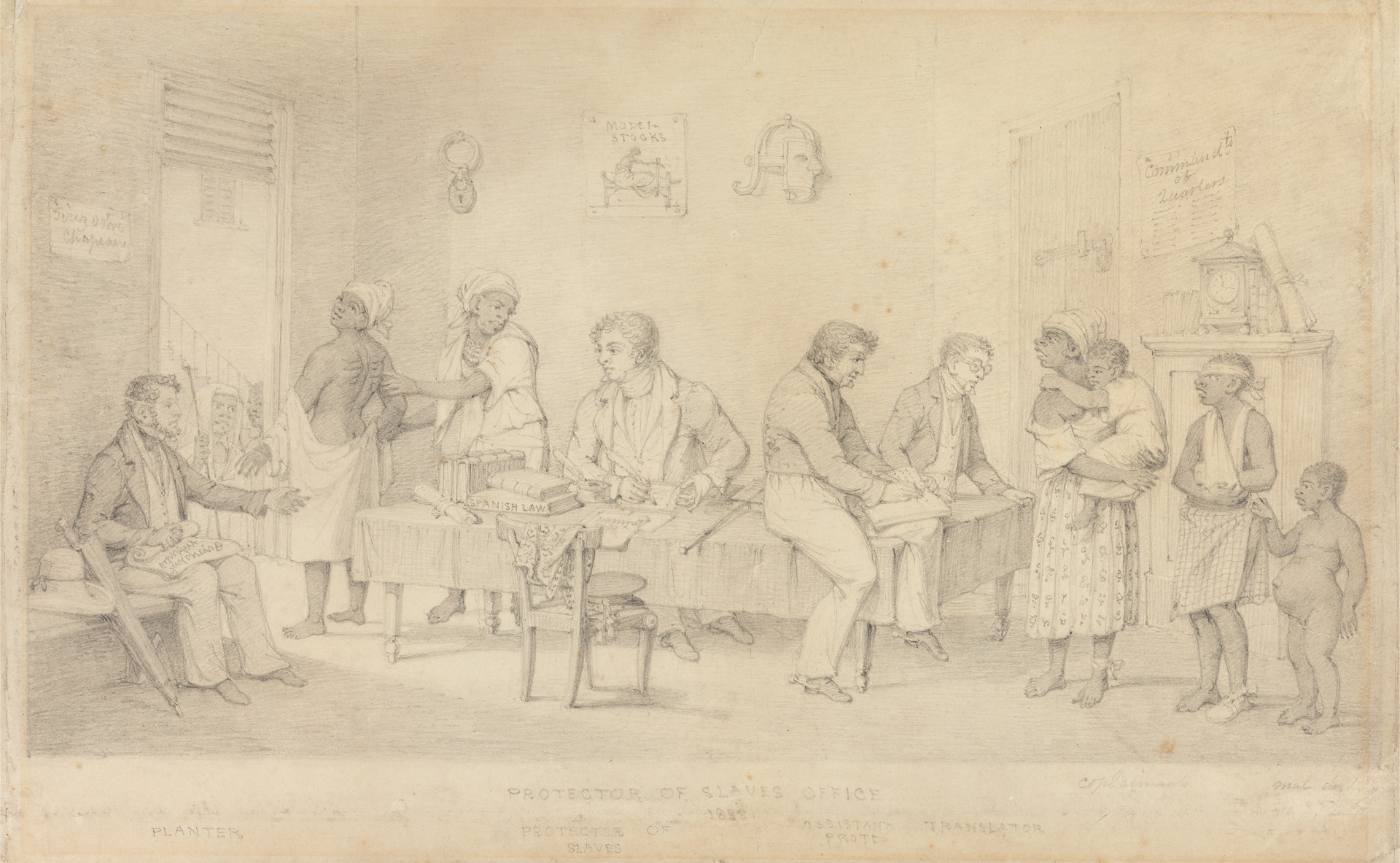
Protector of Slaves Office (Trinidad), Richard Bridgens, 1838.

Während der Weihnachtstage 1831 brach in Jamaika eine große Sklavenrevolte, der so genannte Baptist War, aus. Ursprünglich war die Revolte als friedlicher Streik von dem Baptistenpastor Samuel Sharpe organisiert worden. Die Rebellion wurde jedoch von den Milizen der jamaikanischen Plantocracy (Plantagenherrschaft) und der britischen Garnison zehn Tage später Anfang 1832 niedergeschlagen. Aufgrund der Verluste an Werten und Leben ließ das britische Parlament zwei Untersuchungen durchführen. Die Ergebnisse dieser Untersuchungen trugen mit bei zur Formulierung des Slavery Abolition Act 1833.

## Gesetzeserlass
Das Gesetz hatte seine dritte Lesung im House of Commons am 26. Juli 1833, drei Tage vor William Wilberforces Tod. Es erhielt Royal Assent einen Monat später, am 28. August, und wurde rechtskräftig im folgenden Jahr, am 1. August 1834. In der Umsetzung wurden nur Sklaven unter einem Alter von sechs Jahren in den Kolonien unmittelbar frei. Frühere Sklaven über dem Alter von sechs wurden zu „apprentices“ umbenannt und ihre Knechtschaft wurde in zwei Stufen aufgehoben: die ersten „Apprenticeships“ wurden am 1. August 1838 beendet, während die letzten Apprenticeships spätestens am 1. August 1840 enden sollten. Das Gesetz nahm explizit die „Territories im Besitz der East India Company, oder auf der Insel Ceylon, oder auf der Insel Saint Helena“ (the Territories in the Possession of the East India Company, or to the Island of Ceylon, or to the Island of Saint Helena) aus. Die Ausnahmen wurden 1843 aufgehoben.

## Kompensationen für Sklavenhalter
Das Gesetz bot auch Kompensation für Sklaven-Eigentümer. Der Betrag, der für Kompensationsansprüche ausgegeben werden durfte, wurde auf die „Summe von Zwanzig Millionen Pfund Sterling“ (the Sum of Twenty Million Pounds Sterling) festgesetzt. Unter den Bedingungen des Gesetzes brachte die Britische Regierung £20 Mio. auf um die Sklavenhalter für ihre geschäftlichen Verluste zu entschädigen. 1833 entsprach dieser Betrag 40 % des jährlichen Einkommens des HM Treasury oder ungefähr 5 % des britischen Bruttoinlandsprodukts. Um diesen Betrag aufzubringen, musste die britische Regierung einen Kredit von £15 Mio. bei Nathan Mayer Rothschild und seinem Schwager Moses Montefiore aufnehmen (3. August 1835). Dieser Kredit wurde bis 2015 abgezahlt.
Die Hälfte des Geldes ging an Sklaveneigentümer in der Karibik und in Afrika, während die andere Hälfte an Eigentümer ausgezahlt wurde, die fern von den Plantagen in Großbritannien lebten. Die Namen, die in den Kompensationslisten auftauchen, zeigen, wie weit der Sklavenbesitz in hunderten von britischen Familien verbreitet waren.

## Proteste gegen die Übergangsregelung (Apprenticeships)
Am 1. August 1834 begann eine unbewaffnete Gruppe älterer Personen, die vom Gouverneur vor dem Government House in Port of Spain, Trinidad, zu der neuen Gesetzgebung angesprochen wurde zu skandieren: „Pas de six ans. Point de six ans.“ (Keine sechs Jahre. Keine sechs Jahre). Sie überschrien die Stimme des Gouverneurs. Friedliche Proteste folgten, die anhielten bis eine Resolution verabschiedet wurde, durch welche die so genannten Apprenticeships abgeschafft wurden und auch de facto Freiheit erreicht wurde. Volle Emanzipation für alle wurde legal vorzeitig am 1. August 1838 gewährt.

## Ausnahmen und Folgebemühungen
Zunächst wurden die Gebiete der Ehrbaren East India Company ausdrücklich aus dem Gesetz ausgenommen. Sklaverei wurde in diesen Gebieten dann durch den Indian Slavery Act of 1843 aufgehoben.
Eine Nachfolgeorganisation der Anti-Slavery Society wurde 1839 in London gegründet, die British and Foreign Anti-Slavery Society, welche sich die Verfemung der Sklaverei weltweit zum Ziel setzte. Diese Gesellschaft ist die weltweit älteste internationale Menschenrechtsorganisation und besteht noch immer fort unter dem Namen Anti-Slavery International.
Internationale Bemühungen wurden durch den Brussels Conference Act 1890 und das Sklavereiabkommen 1926 auf rechtliche Grundlage gestellt.
Doch auch nach 1833 bestand der heimliche Sklavenhandel im British Empire fort; 1854 beispielsweise wurde Nathaniel Isaacs, der Eigentümer der Insel Matakong vor der Küste von Sierra Leone, von Sir Arthur Edward Kennedy, dem Gouverneur von Sierra Leone, wegen Sklavenhandels angeklagt. Die Akten zu dem Fall gingen aber verloren als das Schiff Forerunner im Oktober 1854 vor Madeira sank. Aufgrund der fehlenden Akten weigerte sich dann der englische Gerichtshof den Fall voranzutreiben.
In Australien wurde weiterhin das so genannte Blackbirding betrieben sowie die Haltung von Eingeborenen-Arbeitern für „pay in trust“ in manchen Fällen bis in die 1970er.
Moderne Sklaverei, sowohl in der Form von Menschenhandel als auch mit Menschen, die zur gezwungenen oder verpflichteten Arbeit eingekerkert sind, gibt es bis heute.

## Aufhebung des Gesetzes
Der Slavery Abolition Act 1833 wurde in Gänze durch den Statute Law (Repeals) Act 1998 aufgehoben. Die Aufhebung hat Sklaverei nicht wieder legalisiert, da Teile des Slave Trade Act 1824, Slave Trade Act 1843 und Slave Trade Act 1873 weiterhin in Kraft bleiben. Außerdem beinhaltet der Human Rights Act 1998, der als British Law Article 4 der Europäischen Menschenrechtskonvention in Kraft getreten ist, ein Verbot der Sklavenhaltung.